# Dyera costulata

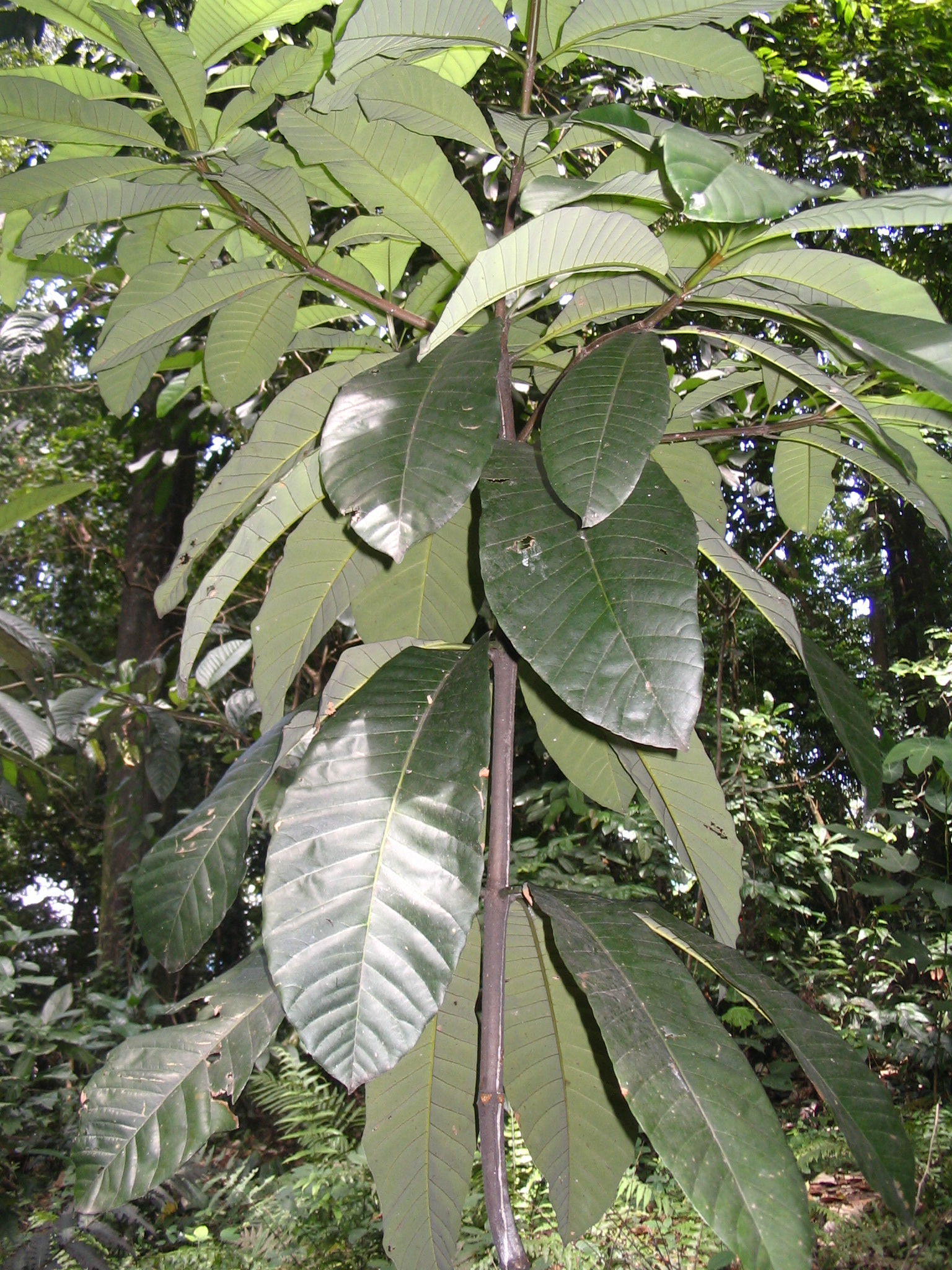
Blätter

Dyera costulata ist ein Baum in der Familie der Hundsgiftgewächse aus der Unterfamilie der Rauvolfioideae. Er kommt in Südostasien, Borneo, Malaya, Sumatra und in Thailand vor.

## Beschreibung
Dyera costulata wächst als halbimmergrüner Baum bis über 50–60 Meter hoch. Der Stammdurchmesser erreicht bis zu 2–3 Meter. Es werden keine Brettwurzeln ausgebildet, nur kleine Wurzelanläufe. Die rot-braune bis grau-braune, etwas raue, relativ glatte Borke ist feinschuppig oder -rissig. Der Baum führt einen Milchsaft.
Die einfachen, gestielten und kahlen, leicht ledrigen Laubblätter sind wirtelig zu 4–8 angeordnet. Der kahle Blattstiel ist 2,5–6 Zentimeter lang. Sie sind 10–25 (40) Zentimeter lang, ganzrandig bis schwach gekerbt und abgerundet bis bespitzt, spitz sowie verkehrt-eiförmig, -eilanzettlich bis elliptisch. Die Blätter sind unterseits fahlgrün und oberseits dunkelgrün und glänzend. Die jungen Blätter sind rötlich. Es sind kleine Nebenblätter vorhanden.
Es werden achselständige und vielblütige Zymen gebildet. Die sehr kleinen, duftenden und fünfzähligen, gestielten Blüten sind weiß, grünlich-gelb oder gelb-rosa mit doppelter Blütenhülle. Die eiförmigen Kelchblätter mit bis 4 Kolleteren sind sehr klein. Die verwachsene Krone besitzt eine kurze Kronröhre mit sternförmig ausladenden und verkehrt-eilanzettlichen, langen Zipfeln. Die Staubbeutel sind fast sitzend und oben in der Kronröhre angeheftet. Der behaarte Fruchtknoten, mit stark genäherten, aber freien Fruchtblättern, ist halboberständig mit einem sehr kurzem Griffel mit leicht breiterem Narbenkopf. Es ist ein Diskus vorhanden.
Es werden paarige, 20–40 Zentimeter lange und 2,5–4 Zentimeter breite, vielsamige, holzige sowie rippige und leicht gebogene, dunkelbraune Balgfrüchte gebildet. Die etwa 20–40, sehr flachen, dünnen Samen sind geflügelt. Sie sind mit dem feinen und weißen, membranösen sowie halbkreisförmigen Flügel 5 Zentimeter lang und 2 Zentimeter breit, ohne Flügel sind die elliptischen Samen 2,5 Zentimeter lang.

## Taxonomie
Die Erstbeschreibung des Basionyms Alstonia costulata erfolgte 1861 durch Friedrich Anton Wilhelm Miquel in Fl. Ned. Ind., Eerste Bijv.: 556. Die Umteilung in die Gattung Dyera erfolgte 1883 durch Joseph Dalton Hooker in J. Linn. Soc., Bot. 19: 293. Weitere Synonyme sind Alstonia eximia Miq., Alstonia grandifolia Miq. und Dyera laxiflora Hook.f. Der Gattungsname Dyera ehrt den englischen Botaniker William Turner Thiselton-Dyer (1843–1928).

## Verwendung
Der Milchsaft (Jelutong, Pontianak, Dead Borneo) mit einem sehr hohen Harzgehalt wird/wurde vielseitig verwendet. Er wurde zur Herstellung minderwertiger Kautschuke verwendet, die für Anwendungen bestimmt sind, bei denen die Elastizität nicht von größter Bedeutung ist. Heute wird er meist für Kaugummi verwendet.
Die harzhaltige Früchte werden als Kerzen verwendet oder zur Mückenbekämpfung abgebrannt.
Das helle Holz ist relativ leicht und weich sowie nicht beständig. Es eignet sich gut zum Schnitzen und für andere Dinge. Es ist bekannt als Jelutong.